# Burgstall Eschelbach
Der Burgstall Eschelbach ist eine abgegangene mittelalterliche Höhenburg 370 m entfernt von der Pfarrkirche St. Emmeram in Eschelbach an der Ilm, einem Gemeindeteil des Marktes Wolnzach im Landkreis Pfaffenhofen an der Ilm von Bayern. Die Anlage wird als Bodendenkmal unter der Aktennummer D-1-7435-0124 als „Burgstall des Mittelalters“ geführt.

## Lage
Der Burgstall liegt in Höhenlage auf 463 m ü. NHN etwa 370 m östlich von der Pfarrkirche St. Emmeram von Eschelbach. Im Urkataster von Bayern ist eine birnenförmige Anlage zu erkennen, die sich auf 120 m in Ost-West-Richtung und 150 m in Nord-Süd-Richtung erstreckt. Der runde Kernbereich hat einen Durchmesser von etwa 50 m. Inmitten der ehemaligen Burganlage befindet sich heute die Brandkapelle, die unter der Aktennummer D-1-86-162-90 als Baudenkmal verzeichnet ist. 

## Geschichte
Die Burg wurde im 12. Jahrhundert erstmals erwähnt. Sie war im Besitz der Freisinger und anschließend der Wittelsbacher. Im 19. Jahrhundert ist Eschelbach noch eine Hofmark der Grafen von Törring-Jettenbach.